# Adolf Sas
Adolf Sas, pierwotnie Sass (ur. 21 czerwca 1878, zm. 5 stycznia 1951) – polski Żyd, doktor medycyny, podpułkownik lekarz Wojska Polskiego.

## Życiorys
Urodził się 21 czerwca 1878. Ukończył studia medyczne, uzyskując tytuł naukowy doktora. Po odbytych studiach w Krakowie, Wiedniu i Berlinie, jako były sekundariusz c. k. szpitala Wilhelminy w marcu 1911 osiedlił się w Bukowsku i zamieszkał w domu dr. Izaka Chotinera. Od tego czasu praktykował jako lekarz tamże, urzędując w domu pod numerem 110. W 1911 prowadził wykłady w ramach Wiedeńskiego Uniwersytetu Ludowego im. Adama Mickiewicza. W 1913 był lekarzem w urzędzie miejskim w Bukowsku.
Po odzyskaniu przez Polskę niepodległości został przyjęty do Wojska Polskiego. Został awansowany do stopnia majora lekarza ze starszeństwem z dniem 1 czerwca 1919. W 1923, 1924 jako oficer nadetatowy 5 batalionu sanitarnego w garnizonie Kraków pracował Szpitalu Okręgowym nr V w tym mieście. Został awansowany do stopnia podpułkownika lekarza ze starszeństwem z dniem 1 stycznia 1927. W 1928 pozostawał lekarzem w 5 Szpitalu Okręgowym. Był członkiem Towarzystwa Lekarskiego Krakowskiego. W 1934 jako podpułkownik przeniesiony w stan spoczynku był przydzielony do Kadry Zapasowej 5 Szpitala Okręgowego i pozostawał wówczas w ewidencji Powiatowej Komendy Uzupełnień Kraków Miasto.
Zmarł 5 stycznia 1951 i został pochowany na nowym cmentarzu żydowskim w Krakowie.

## Odznaczenie
- Złoty Krzyż Zasługi (19 marca 1937)[17][18]